# William Lloyd Garrison
William Lloyd Garrison (Newburyport, 12 dicembre 1805 – New York, 24 maggio 1879) è stato un giornalista, abolizionista e riformista sociale statunitense.
È conosciuto soprattutto come direttore del giornale abolizionista radicale The Liberator, e come uno dei fondatori dell'American Antislavery Society; promosse l'"immediata emancipazione" degli schiavi negli Stati Uniti. Garrison era anche un'importante voce a favore del suffragio universale e critica nei confronti della diffusa tradizionale ortodossia religiosa che supportava lo schiavismo e si opponeva al suffragio alle donne.

## Infanzia e adolescenza
William Lloyd Garrison nacque il 13 dicembre 1805 a Newburyport, in Massachusetts, figlio di immigrati canadesi del New Brunswick. Grazie al Seaman's Protection act, Abijah Garrison, un mercante, pilota di vela ed ufficiale di rotta, ottenne i documenti statunitensi che gli permisero di trasferirsi a Newburyport nel 1805. Nel 1807 il Congresso approvò l'embargo sulla navigazione commerciale. Garrison rimase disoccupato ed abbandonò la famiglia l'anno successivo. La madre di Garrison, Frances Maria Lloyd, era una donna dal forte carattere religioso e riuscì a far aggiungere il suo cognome a quello di Garrison. Morì nel 1823 a Springfield, nell'Illinois.
Per aiutare la sua famiglia il giovane Garrison vendeva per le strade caramelle di melassa e consegnava legname a domicilio. Nel 1814, a quattordici anni, Garrison iniziò a lavorare come apprendista compositore tipografico per il Newburyport Herald. Iniziò presto a scrivere articoli, spesso con lo pseudonimo di Aristides, prendendo in prestito il nome del politico ateniese generalmente conosciuto come "il giusto". Alla fine del suo apprendistato, assieme al giovane tipografo Isaac Knapp fondò un proprio giornale, il Free Press, che ebbe vita breve. Uno dei collaboratori del giornale era il poeta abolizionista John Greenlaf Whitter. In questo primo lavoro come scrittore in un piccolo giornale cittadino Garrison acquisì le capacità che gli permisero di farsi conoscere a livello nazionale come scrittore, oratore ed editore.

## Come giornalista

### Genius of Universal Emanciparion
Garrison aiutò Benjamin Lundy nella scrittura e pubblicazione del giornale Genius of Universal Emanciparion a Baltimora, nel Maryland. Garrison modificò l'aspetto del giornale e le sue precedenti esperienze in ambito giornalistico lasciarono libero Lundy di svolgere le sue attività di antischiavista. Inizialmente Garrison condivise le stesse idee gradualiste di Lundy, ma, mentre lavorava per il Genius, si convinse della necessità di un'emancipazione immediata e completa. Lundy e Garrison continuarono a lavorare assieme al giornale nonostante i differenti punti di vista.
Una delle caratteristiche peculiari del Genius era la The Black List, una colonna dedicata a brevi reportage della «barbarie della schiavitù, sequestri di persona, frustate e omicidi». Una delle Black List riportava di uno spedizioniere di Newburyport, Francis Tokk, il quale era implicato nella tratta degli schiavi, e che deportò alcuni schiavi da Baltimora a New Orleans nella sua nave Francis. Lo stato del Maryland accusò penalmente Garrison giudicandolo rapidamente colpevole e obbligandolo a pagare un'indennità di cinquanta dollari e le spese legali. Le accuse nei confronti di Lundy caddero in quanto il giornalista era in viaggio e non aveva quindi il controllo del giornale. Garrison non aveva i mezzi per pagare l'indennizzo e venne condannato a sei mesi di carcere. Venne scarcerato dopo sette mesi quando il filantropo antischiavista Arthur Tappan donò il denaro necessario al risarcimento, ma Garrison decise di lasciare Baltimora e lui e Lundy accettarono di separarsi.

### The Liberator
Nel 1831 Garrison ritornò nel New England e fondò il settimanale antischiavista The Liberator.
La distribuzione del giornale agli inizi fu limitata, e al secondo anno aveva meno di quattrocento abbonati, ma col tempo il giornale aumentò il numero degli abbonati e la sua influenza nei successivi trent'anni, finché, dopo la guerra civile, non venne approvato il tredicesimo emendamento della Costituzione il quale sanciva l'immediata emancipazione di tutti gli schiavi. L'ultimo numero, il 1.820, uscì il 29 dicembre 1865.
Garrison occasionalmente includeva dei saggi di altri autori nel Liberator, tra i quali uno della allora quattordicenne Anna Dickinson, che nel 1856 scrisse un appassionato articolo sull'emancipazione degli schiavi.

## Come riformista e abolizionista
A venticinque anni Garrison entrò a far parte del movimento abolizionista. Per un breve periodo si associò alla American Colonization Society, un'organizzazione che promuoveva l'emigrazione dei neri verso i territori costieri dell'Africa occidentale. Anche se alcuni membri della società incoraggiavano la concessione della libertà agli schiavi, la maggioranza vedeva il progetto come un modo per ridurre il numero di neri nel paese e quindi preservare l'istituzione della schiavitù. Alla fine degli anni 1820 «Garrison rifiutò la colonizzazione [dell'Africa occidentale], si scusò pubblicamente per il suo errore e poi, com'era tipico di lui, criticò tutti quelli che erano a favore di essa».

### Organizzazioni

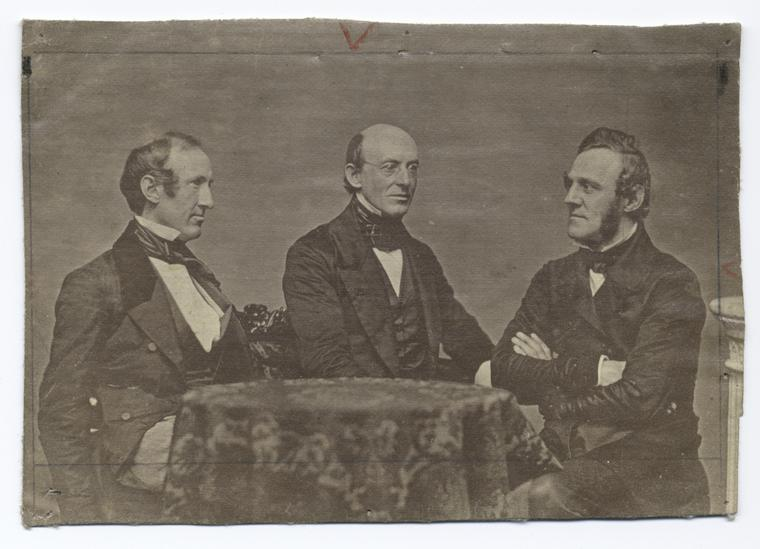
Fotografia che ritrae Wendell Phillips, William Lloyd Garrison e George Thompson.

Nel 1832 Garrison fondò la New England Antislavery Society, e l'anno successivo fu cofondatore della American Antislavery Society; lo stesso anno visitò il Regno Unito ed aiutò i movimenti antischiavisti locali. Garrison era contrario ad schierare le due società con un partito politico ed era convinto che le donne dovessero avere una piena partecipazione, influenzato dalle idee di Susan B. Anthony, Elizabeth Cady Stanton, Lucretia Mott, Lucy Stone e altre femministe che si unirono alla società. Queste posizioni erano controverse per la maggioranza dei membri della Società, e ciò diede vita ai maggiori screzi. Nel 1839, due fratelli, Arthur e Lewis Tappan, lasciarono la società e per formare un'organizzazione rivale, la American and Foreign Antislavery Socyety, la quale non ammetteva le donne. Altri membri della società si allontanarono per entrare a far parte del neonato Partito Liberale, un'organizzazione politica che candidò l'abolizionista James G. Birney alle presidenziali. Dalla fine del 1840 Garrison annunciò la formazione di una terza organizzazione, la Friends of Universal Reform, la quale aveva come membri fondatori e promotori alcuni importanti riformisti come Maria Weston Chapman, Abby Kelley Foster, Oliver Johnson e Bronson Alcott (padre di Louisa Mary Alcott).
Il 4 settembre 1834 Garrison sposò Helen Eliza Benson (1811-1876), la figlia di un mercante abolizionista ormai ritiratosi dalle attività. La coppia ebbe cinque figli e due figlie, due dei quali morirono in età infantile.
Nel 1835 Garrison indicò l'abolizionista dell'Ohio Jogn Rankin come la personalità che più lo ha influenzato, chiamandolo «padre dell'antischiavismo» e dicendo che il libro di Rankin «sulla schiavitù fu la causa della mia partecipazione al conflitto antischiavista».

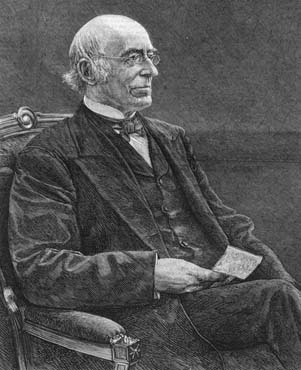
William Lloyd Garrison, incisione da un giornale del 1879

### Controversie
Garrison si fece la nomea di essere uno dei più radicali e schietti oppositori della schiavitù. Il suo approccio nei confronti dell'emancipazione poneva l'accento sulla non violenza e la resistenza passiva, ed attirò un seguito appassionato. Mentre alcuni altri abolizionisti del tempo erano favorevoli ad una graduale emancipazione, Garriason era convinto che «Solo l'emancipazione immediata» potesse salvare la sua terra «dalla vendetta del cielo e cancellare il debito delle epoche». Il 4 luglio bruciò pubblicamente una copia della costituzione condannandola come "pro schiavitù".
Garrison e The Liberator erano fortemente supportati dalla Boston Female Antislavery Society, la quale teneva convegni, letture pubbliche ed aiutava a rafforzare la rete antischiavista femminile nel Nordest. Garrison fu un importante contributore al movimento per il suffragio.
Le schiette idee antischiaviste di Garrison lo misero in pericolo. Oltre alla sua incarcerazione a Baltimora, il governatore dello Stato della Georgia William Schley offrì una taglia di 5 000 dollari per il suo arresto, e ricevette numerose minacce di morte.
Nel 1844 bruciò una copia della costituzione, dichiarandola un «accordo con la morte, un patto con l'inferno», riferendosi al compromesso che inserì la schiavitù nella costituzione.

### L'anno della "Convenzione mondiale"
Nel 1840 il diritto di una donna a far parte di un comitato americano contro la schiavitù fu stabilito quando Abby Kelley divenne membro a pieno titolo del comitato economico dell'American Anti-Slavery Society in occasione della loro convention annuale. Ciò non è avvenuto senza costi e alcuni membri hanno lasciato la riunione, ma altri, conosciuti come "l'ala Garrisoniana", credevano nella parità di diritti di tutti gli americani, indipendentemente dal sesso. Pertanto, quando fu ricevuto un invito per la World Anti-Slavery Convention il 12 giugno 1840 a Londra, non sorprende che il Massachusetts abbia deciso di inviare non solo William Lloyd Garrison, Wendell Phillips e Bradburn, ma anche Lydia Maria Child, Harriet Martineau e Maria Weston Chapman.
Bradburn viaggiò in prima classe sulla nave Roscoe il 7 maggio 1840. Altri delegati contro la schiavitù a bordo della nave erano Cyrus Pitt Grosvenor, James e Lucretia Mott, Emily Winslow e suo padre Isaac, Abby South, Henry Grew sua figlia Mary Grew ed Elizabeth Neall. Dopo il loro arrivo molti colsero l'occasione per visitare l'Inghilterra. Bradburn ha potuto visitare vari luoghi tra cui il Blenheim Palace, la Eaton Hall, Stratford on Avon, l'Università di Oxford e il Castello di Warwick. In seguito potè fare appello a queste esperienze nelle conferenze più avanti nella vita.
Poco prima dell'apertura della World’s Anti-Slavery Convention, l'organizzatore britannico Joseph Sturge spiegò che le delegate femminili non sarebbero state ammesse. Questa "innovazione folle, questa illusione invadente della donna," fu rimproverata dai membri inglesi principali antischiavisti. Alcuni dei delegati maschi provenienti dall'America si schierarono con le donne, tra cui George Bradburn, Wendell Phillips, James Mott, William Adam, Isaac Winslow, J. P. Miller e Henry B. Stanton.
Uno degli episodi più controversi nella storia di Boston antecedente alla guerra civile fu una lettura pubblica antischiavista della Boston Female Antislavery Society. Nell'autunno del 1836 l'abolizionista britannico George Thompson e Garrison vennero invitati dalla Società a tenere un discorso pubblico. La notizia venne pubblicata nel Liberator, ma in seguito a minacce e alla promessa di una ricompensa di 100 dollari per chi per primo colpisse Thompson, Garrison convinse quest'ultimo a lasciare la città. Il giorno della lettura una folla (circa 100 uomini) minacciava di prendere d'assalto l'edificio; il sindaco e la polizia convinsero i membri della Società ad andarsene. La folla inseguì Garrison per le strade di Boston, ma questi sfuggì al linciaggio passando una notte nella Leverett Street Jail prima di lasciare la città per qualche settimana.
Nel 1849 si svolse uno dei più importanti processi nella storia di Boston. Washington Goode, un marinaio nero, era accusato dell'omicidio di Thomas Harding, anch'esso un marinaio di colore. Nel Liberator Garrison pubblicò un riassunto dell'appello di un comitato formatosi con lo scopo di salvare Goode dall'impiccagione nel quale si augurava che la sentenza tenesse conto delle «prove di un carattere debole», e si temeva che la determinazione del governo nel sostenere la condanna a morte di Goode fosse basata su questioni razziali. Goode venne condannato a morte nonostante le prove non fossero schiaccianti, e, a dispetto di tutti gli sforzi di Garrison e di molte altre importanti figure del tempo, venne impiccato il 25 maggio 1849.

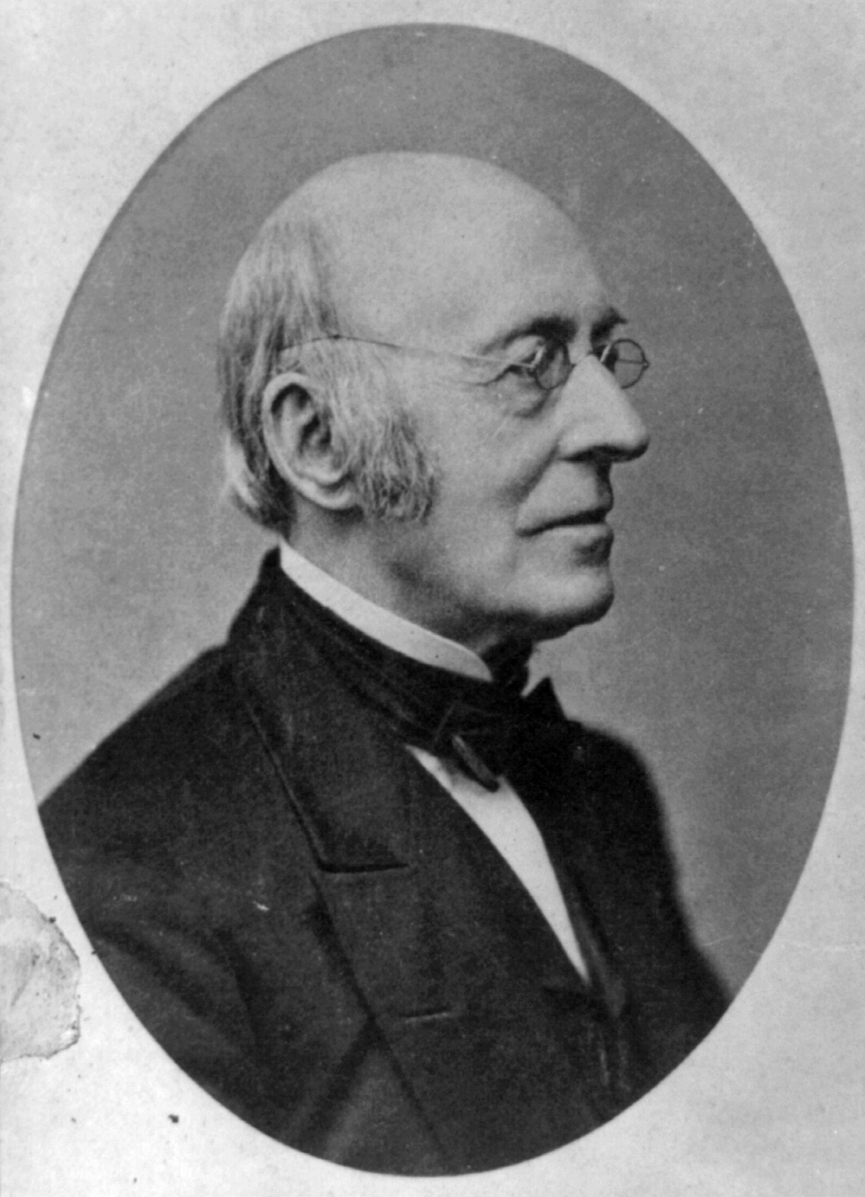
Photograph of Garrison

### Dopo l'emancipazione
Dopo l'abolizione della schiavitù negli Stati Uniti, Garrison continuò a lavorare in altri movimenti riformisti, specialmente nel Temperance Movement e nel History of Women's Suffrage in the United States. L'ultimo numero del Liberator uscì alla fine del 1865, mentre nel maggio dello stesso anno rassegnò le dimissioni da presidente della American Antislavery Society e propose una risoluzione per dichiarare la vittoria nella lotta contro la schiavitù e lo scioglimento della società. La risoluzione avviò un dibattito tra coloro che la criticavano (sostenuto dal suo alleato Wendell Phillips), i quali pensavano che la missione della AAS non fosse del tutto completata fino a quando i neri del sud non raggiungessero l'equità politica e civile. Garrison sostenne che benché la completa equità civile era di vitale importanza, il compito della AAS era finito, e che il nuovo compito doveva essere svolto da nuove organizzazioni e nuovi leader. Data la grande spaccatura col suo alleato, Garrison non raccolse il consenso necessario ad approvare la nuova risoluzione, e la mozione venne respinta da 118 voti contro 48. Garrison ottenne le dimissioni, declinando l'offerta rimanere presidente della società, e venne sostituito da Wendell Phillips. Garrison dichiarò: «Il mio lavoro come abolizionista, grazie a Dio, è finito». Dopo il suo completo ritiro dalla AAS, la Società continuò ad operare per altri cinque anni, fino alla ratifica del quindicesimo emendamento.
Dopo il suo ritiro dalla AAS e la chiusura di The Liberator, Garrison continuò a partecipare ai dibattiti pubblici e a sostenere le riforme, con particolare attenzione ai diritti delle donne e dei neri. Durante gli anni 1870 fece alcune campagne come oratore, e scrisse sull'ricostruzione e i diritti civili nelle colonne dell'Independent, del Boston Journal e del Woman's Journal, del quale era anche co-direttore. Entrò a far parte della American Woman Suffrage Association con le sue vecchie alleate Abby Kelley e Lucy Stone. Mentre lavorava per l'AWSA nel 1873, si riappacificò con Frederick Douglass e Wendell Phillips, ai quali si unì in un comizio organizzato dalla Kelly e dalla Stone nel centesimo anniversario del Boston Tea Party. Quando Charles Sumner morì nel 1874, alcuni repubblicani proposero Garrison come possibile successore al senato, ma Garrison declinò l'offerta per la sua opposizione morale a prendere possesso di una carica governativa.

## Ultimi anni

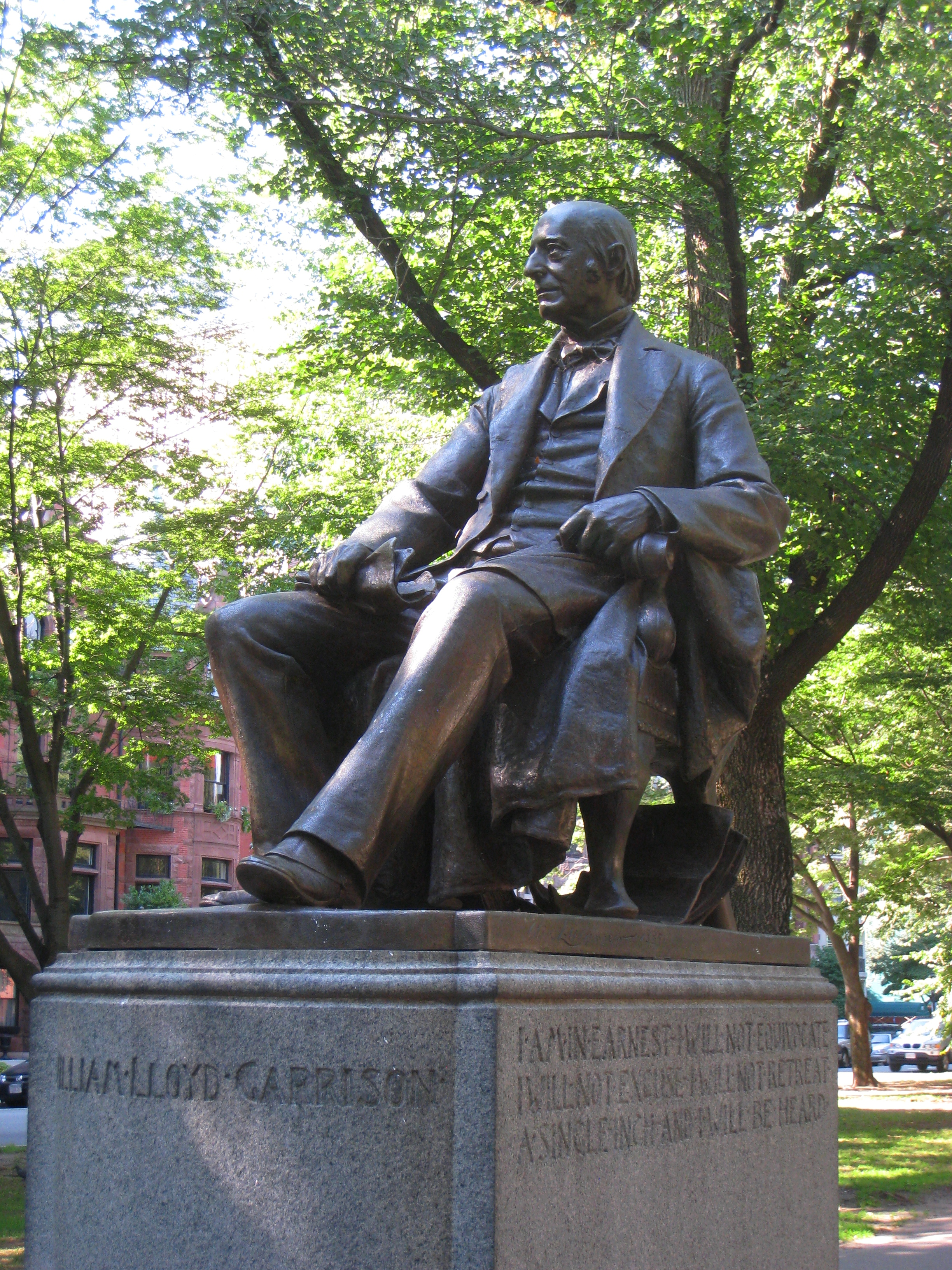
Grave of William Lloyd Garrison

Garrison passò più tempo a casa con la sua famiglia, scrivendo settimanalmente ai figli e prendendosi cura della crescente malattia della moglie, la quale ebbe un infarto il 20 dicembre 1863, e per questo era confinata in casa; morì il 25 gennaio del 1876, dopo un raffreddore peggiorato in una polmonite. Garrison recuperò lentamente dalla morte della moglie, ed iniziò a frequentare circoli spiritualisti nella speranza di comunicare con lei. Viaggiò per l'ultima volta in Inghilterra nel 1877, incontrando George Thompson e altri vecchi amici del movimento abolizionista britannico.
Garrison soffriva di una malattia ai reni, che continuò ad indebolirlo durante l'aprile del 1879, e andò a vivere con la famiglia di sua figlia Funny a New York. Alla fine di maggio le sue condizioni peggiorarono, il 23 perse conoscenza e morì il giorno dopo, poco prima della mezzanotte. Venne seppellito nel Forest Hill Cemetery a Jamaica Pòain, in Massachusetts, dopo una funzione religiosa in sua memoria alla quale parteciparono Theodore Dwight Weld and Wendell Phillips. Frederick Douglass tenne un discorso in memoria di Garrison in una chiesa di Washington nel quale disse che «È stata la gloria di quest'uomo che poteva stare solo con la verità, e con calma attendere il risultato».
Il figlio di Garrison, William Lloyd Garrison II (1838-1909), fu un importante sostenitore della tassa unica, libero mercato, suffragio femminile, e dell'abrogazione del Chinese Exclusion Act. Un secondo figlio, Wendell Phillips Garrison (1840-1907), fu un redattore del periodico New York Nation dal 1865 al 1906.